# Уануко
Уануко (ісп. Huánuco; кеч. Wanuku) — місто в Перу, адміністративний центр департаменту Уануко. Населення міста становить 74774 осіб за даними на 2007 рік, а міської агломерації — 170 000 (на 2011 рік).

## Географія
Розташоване на висоті 1900 метрів над рівнем моря на східному схилі Анд в долині річки Уальяга.

### Клімат
Багато туристів і гостей міста часто називають Уануко «містом вічної весни». .
Місто знаходиться у зоні, котра характеризується морським кліматом. Найтепліший місяць — листопад із середньою температурою 19 °C (66.2 °F). Найхолодніший місяць — липень, із середньою температурою 16.3 °С (61.3 °F).
| Клімат Уануко           | Клімат Уануко | Клімат Уануко | Клімат Уануко | Клімат Уануко | Клімат Уануко | Клімат Уануко | Клімат Уануко | Клімат Уануко | Клімат Уануко | Клімат Уануко | Клімат Уануко | Клімат Уануко | Клімат Уануко |
| Показник                | Січ.          | Лют.          | Бер.          | Квіт.         | Трав.         | Черв.         | Лип.          | Серп.         | Вер.          | Жовт.         | Лист.         | Груд.         | Рік           |
| Середня температура, °C | 18,5          | 18,1          | 18,3          | 18,2          | 18,1          | 16,9          | 16,3          | 17,3          | 18            | 18,6          | 19            | 18,9          | 18            |
| Норма опадів, мм        | 57            | 66.8          | 65.8          | 26.3          | 11.8          | 3.4           | 4             | 11.4          | 22.8          | 45            | 46.2          | 52.2          | 412.7         |
| Днів з опадами          | 17,8          | 17,7          | 16,9          | 12,9          | 10,4          | 5,8           | 6             | 5,4           | 9,8           | 12,3          | 12,1          | 15,7          | 142,8         |
| Вологість повітря, %    | 76.3          | 77.9          | 78.4          | 76.1          | 71.7          | 69.5          | 67.8          | 66.4          | 69.8          | 72.7          | 71.2          | 73.7          | 72.6          |
| ----------------------- | ------------- | ------------- | ------------- | ------------- | ------------- | ------------- | ------------- | ------------- | ------------- | ------------- | ------------- | ------------- | ------------- |
| Джерело: Weatherbase    |               |               |               |               |               |               |               |               |               |               |               |               |               |

## Історія
Місто було засноване 15 серпня 1539 року іспанським конкістадором Гомесом де Альварадо і Кантрерасом на рівнинах Уануко В'єхо. Незабаром капітан Педро Баррозо змушений перенести поселення в долину річки Уальяга через часті нападів інків під керівництвом Ілля Тупака.
Уануко відіграв важливе значення під час війни за незалежність Перу, а також війни з Чилі. Під час війни з Чилі в Уануко було мобілізовано кілька батальйонів для регулярної армії, а також діяли партизанські загони, найбільш відомим з таких загонів командував національний герой Перу Леонсіо Прадо Гутьєррес.

## Економіка
Основною галуззю економіки є сільське господарство, на додаток до основних сільгосп культур в районі міста вирощуються банани, апельсини, папая та інші. У більш теплих низинах річки Уальяга вирощуються також кава і какао-боби. У районі міста також ведеться видобуток нафти, а також інших корисних копалин.

## Панорама

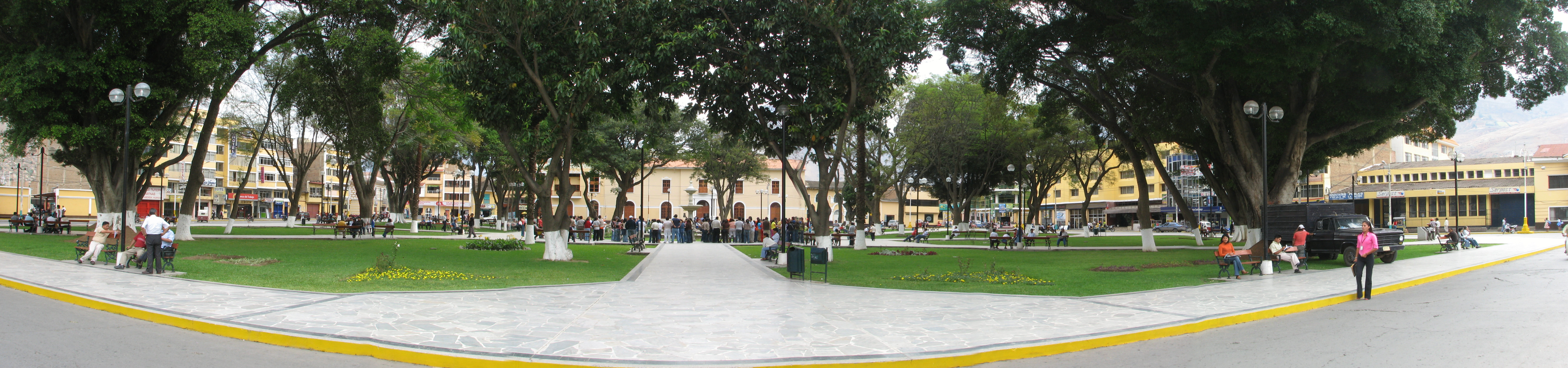
Площа Армас в Уануко